# Стернин, Иосиф Абрамович
Ио́сиф Абра́мович Стерни́н (29 апреля 1948, Красково, Московская область — 5 марта 2022, Воронеж) — российский языковед, доктор филологических наук, профессор Воронежского государственного университета; член совета Российской психолингвистической ассоциации; член международной прагмалингвистической ассоциации; член Гильдии лингвистов-экспертов по документационным и информационным спорам; член Союза журналистов России.

## Биография
Отец — философ и журналист Абрам Осипович (Евзерович) Стернин (1909, Витебск — 2001, Воронеж), доцент кафедры философии Воронежского лесотехнического института, автор переиздававшихся учебников и пособий по изучению марксистско-ленинской философии. Сестра — Марина Абрамовна Стернина (род. 1954), доктор филологических наук, профессор и заведующая кафедрой английского языка естественно-научных факультетов Воронежского государственного университета.
В 1965 г. окончил с медалью вечернюю школу в Воронеже, в 1970 г. — английское отделение факультета РГФ ВГУ (диплом с отличием). В 1970—1975 гг. работал преподавателем английского, французского, немецкого и испанского языков в вечерней школе. Заочно окончил аспирантуру Института языкознания АН СССР.
В 1973 г. защитил кандидатскую диссертацию «К проблеме дейктических функций слова» (науч. рук. А. А. Уфимцева), в 1987 — докторскую диссертацию «Лексическое значение слова в речи». Начиная с 1975 г. был преподавателем, доцентом, профессором кафедры общего языкознания и стилистики; с 1995 по 2014 гг. руководил этой кафедрой.

## Научные достижения
Автор более 1300 публикаций, в том числе более 40 монографий, более 20 учебных пособий для вузов, более 20 пособий для средней школы; научный редактор более 150 сборников и монографий.
Подготовил 77 кандидатов и 14 докторов наук. Признан основателем нового научного направления — коммуникативной лингвистики.

### Монографии
- Проблемы анализа структуры значения слова. — Воронеж, 1979.
- Лексическое значение слова в речи. — Воронеж, 1985.
- Экспериментальные методы в семасиологии. — Воронеж, 1989.
- Очерки по контрастивной лексикологии и фразеологии. — Галле, 1989.
- Der Wortschatz der Perestrojka. Aktuelle Entwicklungsprozesse im politischen Wortschatz des Russischen. — Halle, 1989 (в соавторстве с В. Штефаном)
- Perestrojka, Glasnost , Novoe Myslenie… — Pfaffenweiler, 1991 (в соавторстве с В. Штефаном)
- Studien zur kontrastiven Lexikologie und Phraseologie. — Voronez, 1994 (в соавторстве с К. Флекенштейн)
- Коммуникативное поведение младшего школьника. — Воронеж, 2000 (в соавт. с Н. А. Лемяскиной).
- Очерк американского коммуникативного поведения. — Воронеж, 2001 (гр. соавторов).
- Введение в речевое воздействие. — Воронеж, 2001.
- Очерки по когнитивной лингвистике. — Воронеж, 2001 (в соавт. с З. Д. Поповой)
- Американское коммуникативное поведение. — Воронеж, 2001 (гр. соавторов)
- Коммуникативные аспекты толерантности. — Воронеж, 2001 (в соавт. с К. М. Шилихиной)
- Язык и национальная картина мира. — Воронеж, 2002. (в соавт. с З. Д. Поповой)
- Язык и национальное сознание. Вопросы теории и методологии. — Воронеж, 2002 (гр.соавторов)
- Русское коммуникативное поведение. — М., 2002. (в соавт. с Ю. Е. Прохоровым)
- Коммуникативное поведение. Очерк английского коммуникативного поведения. — Воронеж, 2003 (Соавт. Ларина Т. В., Стернина М. А.)
- Sternina M., Sternin I. Russian and American Communicative Behavior. — Voronezh, 2003.
- Общественные процессы и развитие современного русского языка. Очерк изменений в русском языке конца ХХ — начала XXI века. — Воронеж, 2004. Изд.4-е, перераб. и дополненное.
- Контрастивная лингвистика. — Воронеж, «Истоки», 2004.
- Коммуникативное поведение. Коммуникативное поведение дошкольника. — Воронеж, 2004 (Соавт. Чернышова Е. Б.).

### Учебные пособия для вузов
- Лексическая система языка. — Воронеж, 1984. (соавтор З. Д. Попова)
- Очерк русского коммуникативного поведения. — Галле, 1991.
- Практическая риторика. — Воронеж, 1993.
- Практическая риторика. — Воронеж, 1996.
- Учитесь общаться. Сб. тестов. — Воронеж, 1995.
- Русский язык делового общения. — Воронеж, 1995 (соавторы А. М. Голодяевская, О. В. Дмитрина, Н. А. Козельская)
- Русский речевой этикет. Воронеж,1996.
- Риторика в объяснениях и упражнениях. — Борисоглебск, 2000.
- Культура делового общения. — Воронеж, 2001 (соавтор М. Е. Новичихина)
- Риторика. — Воронеж, 2002.
- Риторика в объяснениях и упражнениях. Изд.2. перераб.и дополн. — Борисоглебск. 2003.
- Практическая риторика. — М., Академия. 2003.
- Общее языкознание. — Воронеж, ЦЧКИ, 2004. (соавтор с З. Д. Попова)
- Введение в языкознание. Курс лекций. — Воронеж, «Истоки», 2004. (ред. и соавтор)
- Культура устной и публичной речи. — Воронеж, АОНО «ИММиФ», 2004 (соавтор Тавдгиридзе Л. А.)
- Практическая риторика. — М., «Академия», изд.2, испр. и доп. 2005.
- Культура общения. Деловое общение. — Воронеж: Центр духовного возрождения Черноземного края, 2015. — 272с. (соавторы М. Е. Новичихина, Л. Д. Мудрова).